# Consolidated C-87 Liberator Express
Le Consolidated C-87 Liberator Express était un avion de transport dérivé du bombardier lourd américain Consolidated B-24 Liberator, construit durant la Seconde Guerre mondiale pour l'USAAF. Un total de 287 avions ont été assemblés dans l'usine Consolidated Aircraft Corporation à Fort Woth au Texas.

## Développement
Le C-87 a été imaginé au début de l'année 1942 pour combler le manque d'avions de transport possédant une grande autonomie et une plus grande charge utile que le Douglas C-47 Skytrain, l'avion de transport principal de l'USAAF en ce temps.